# Charente (reka)
Charente (okcitansko Charanta) je reka v zahodni Franciji, dolga 360 km. Izvira v departmaju Haute-Vienne v bližini Rochechouarta, teče proti zahodu skozi departmaje Vienne, Charente in Charente-Maritime, kjer se pri Rochefortu izliva v Atlantski ocean. Po njej je delno poimenovana francoska regija Poitou-Charentes.

## Geografija

### Porečje
Pritoki reke Charente:
- Antenne
- Né
- Coran
- Seugne
- Bramerit
- Boutonne
- Arnoult
- Gère

### Departmaji in kraji
Reka Charente teče skozi naslednje departmaje in kraje:
- Vienne: Civray,
- Charente: Angoulême, Cognac,
- Charente-Maritime: Saintes, Saint-Savinien, Tonnay-Charente, Rochefort.